# محطة قطار دلس
محطة قطار دلس هي محطة قطارات بدلس في ولاية بومرداس تقع قرب ميناء دلس وقصبة دلس والطريق الوطني رقم 24، وتنطلق منها أنواع عديدة من القطارات على اختلاف درجاتها إلى جميع نواحي الجزائر · .

## تاريخ

### الإنشاء
يندرج مشروع محطة قطار دلس في إطار تمديد شبكة السكك الحديدية في ولاية بومرداس وولاية تيزي وزو تحت إشراف الوكالة الوطنية لدراسة ومتابعة إنجاز الاستثمارات في السكك الحديدية.
وقد انطلقت الدراسات التقنية لهذه المحطة في العام 2014م ليتم التقدم المحسوس في تصميم خط سكة حديد من دلس إلى ذراع الميزان · .
ويسمح إنجاز هذه المحطة بالربط ما بين ميناء دلس ومحطة قطار ذراع الميزان على امتداد 64 كلم عبر خط سكة حديد من ثنية بني عائشة إلى وادي عيسي في منطقة القبائل.

### الازدواجية
تم تزويد مشروع محطة قطار دلس بسكة حديدها ذات مسار مزدوج بدل من المسار الفردي.
وستساهم شركات عديدة بالتقانة والتجربة في إنجاز محطة قطار دلس ومحيطها، عبر مراحل التخطيط والهندسة المدنية المتخصصة وإشارات السكك الحديدية وسكة الحديد المكهربة.

### الكهربة
تم اختيار خط سكة حديد مكهرب ليعبر محطة قطار دلس ضمن خطوط السكة الحديدية في الجزائر فيما يتعلق بنقل المسافرين ونقل السلع يوميا.
وتتميز سكة الحديد في هذه المحطة بكونها سكة حديد مكهربة بجهد كهربائي شدته 25 000 فولط إلى غاية محطة قطار ذراع الميزان على مسافة 64 كلم لتصل سرعة القطار الكهربائي إلى 160 كلم\سا بعد التدشين وبدء الخدمة.
وستقوم شركة الشركة الوطنية للنقل بالسكك الحديدية، مع شركات أخرى، بتطوير إشارات السكك الحديدية والاتصالات بين القطارات على مستوى هذه المحطة وهذا الخط المكهرب.

## الخطوط والمحطات الموصولة

### خط سكة حديد من دلس إلى ذراع الميزان
|  |   |  | محطات القطار           | البلديات     | الربط بالقطار والترامواي                                         | الربط بالمترو |
|  | - |  | ---------------------- | ------------ | ---------------------------------------------------------------- | ------------- |
|  | ● |  | محطة قطار دلس          | دلس          | • محطة قطار أزفون • محطة قطار تيقزيرت                            |               |
|  | ● |  | محطة قطار بغلية        | بغلية        |                                                                  |               |
|  | ● |  | محطة قطار برج منايل    | برج منايل    | • محطة قطار ثنية بني عائشة • محطة قطار الحراش • محطة قطار القصبة |               |
|  | ● |  | محطة قطار الناصرية     | الناصرية     |                                                                  |               |
|  | ● |  | محطة قطار تادمايت      | تادمايت      |                                                                  |               |
|  | ● |  | محطة قطار ذراع بن خدة  | ذراع بن خدة  | محطة قطار تيزي وزو • محطة قطار وادي عيسي                         |               |
|  | ● |  | محطة قطار تيزي غنيف    | تيزي غنيف    |                                                                  |               |
|  | ● |  | محطة قطار ذراع الميزان | ذراع الميزان | • محطة قطار بوغني • محطة قطار عمر                                |               |

## مكتبة الصور

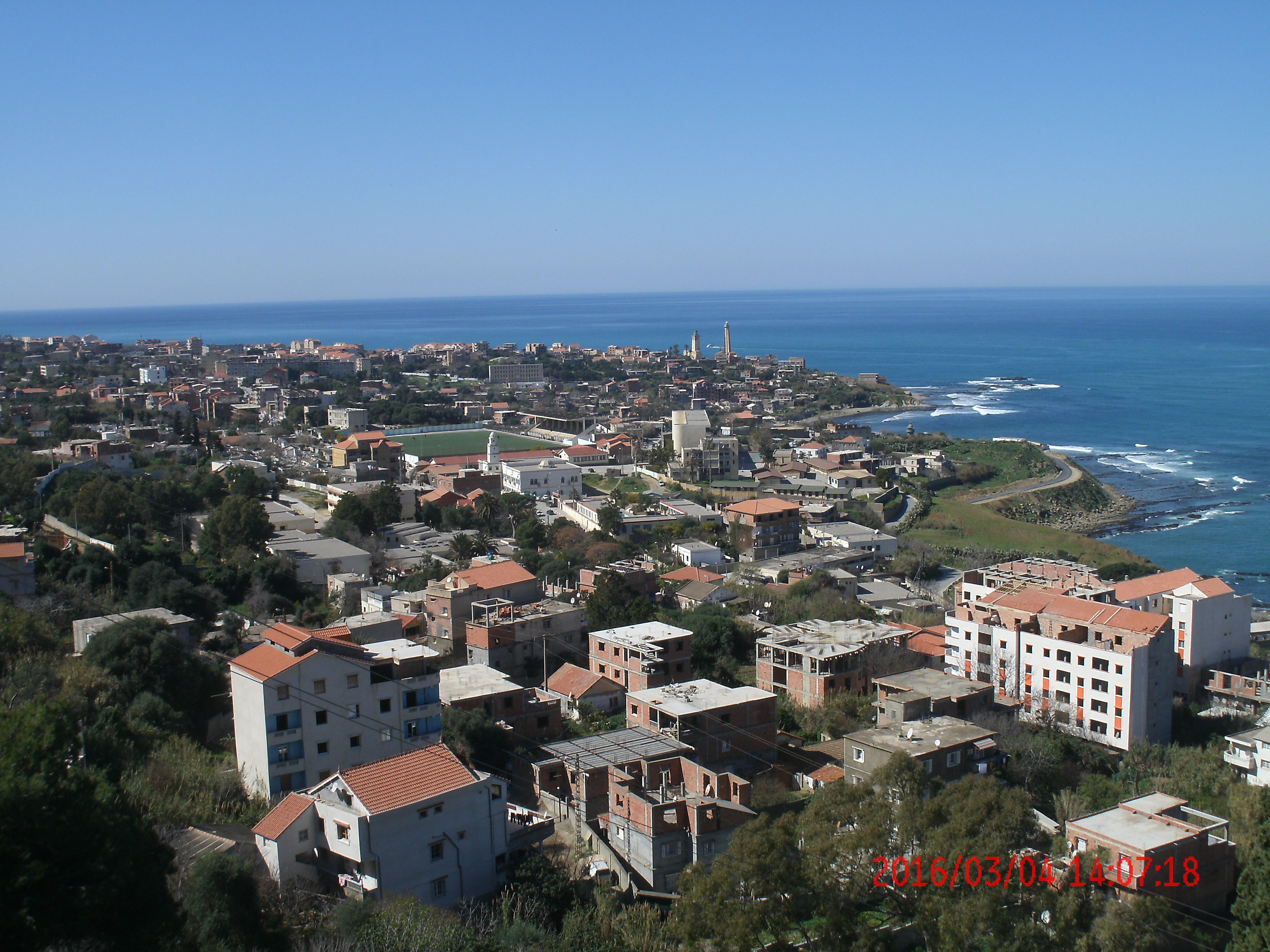
مدينة دلس
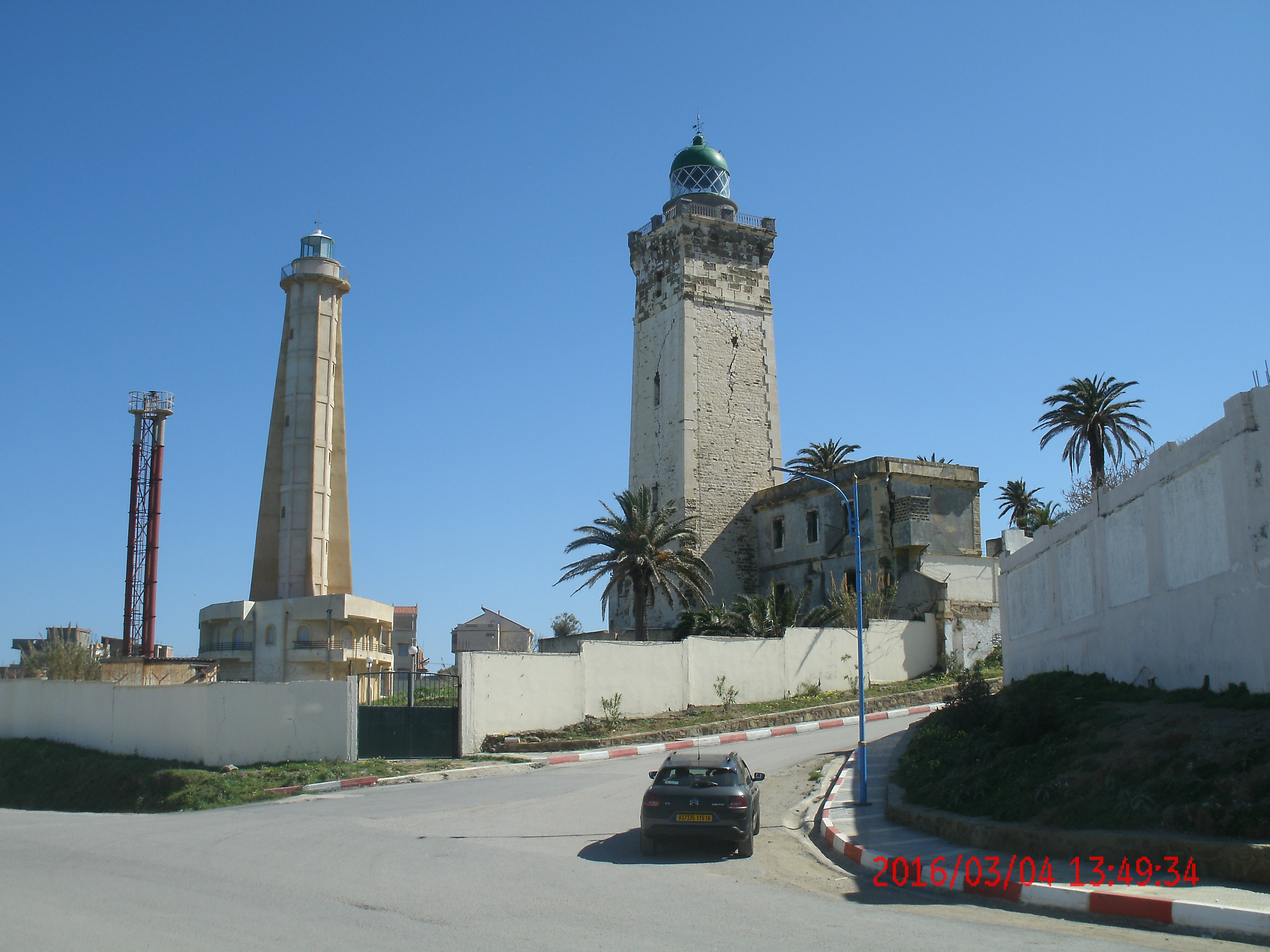
منارة رأس بنغوت في دلس
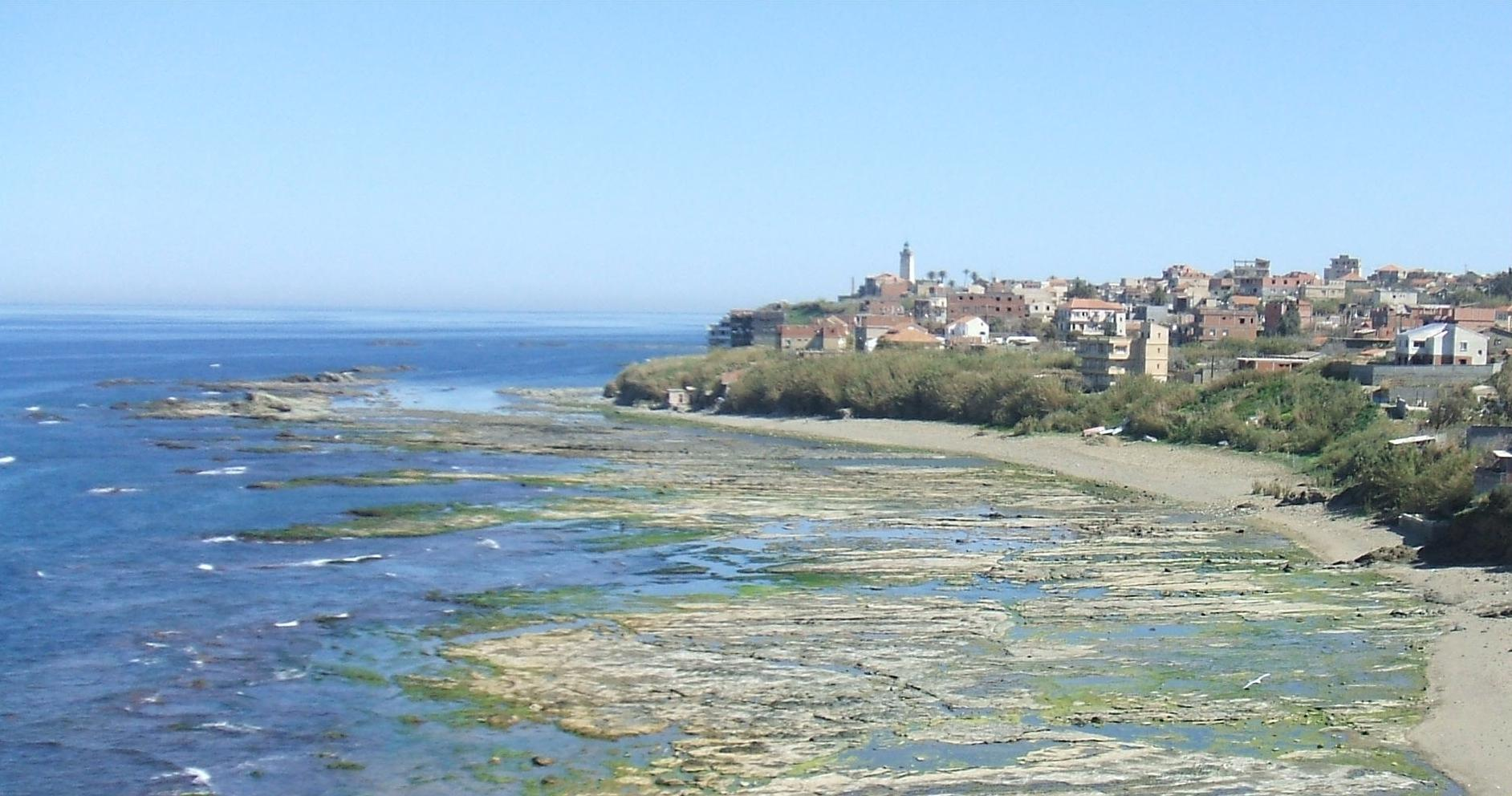
منارة رأس بنغوت في دلس
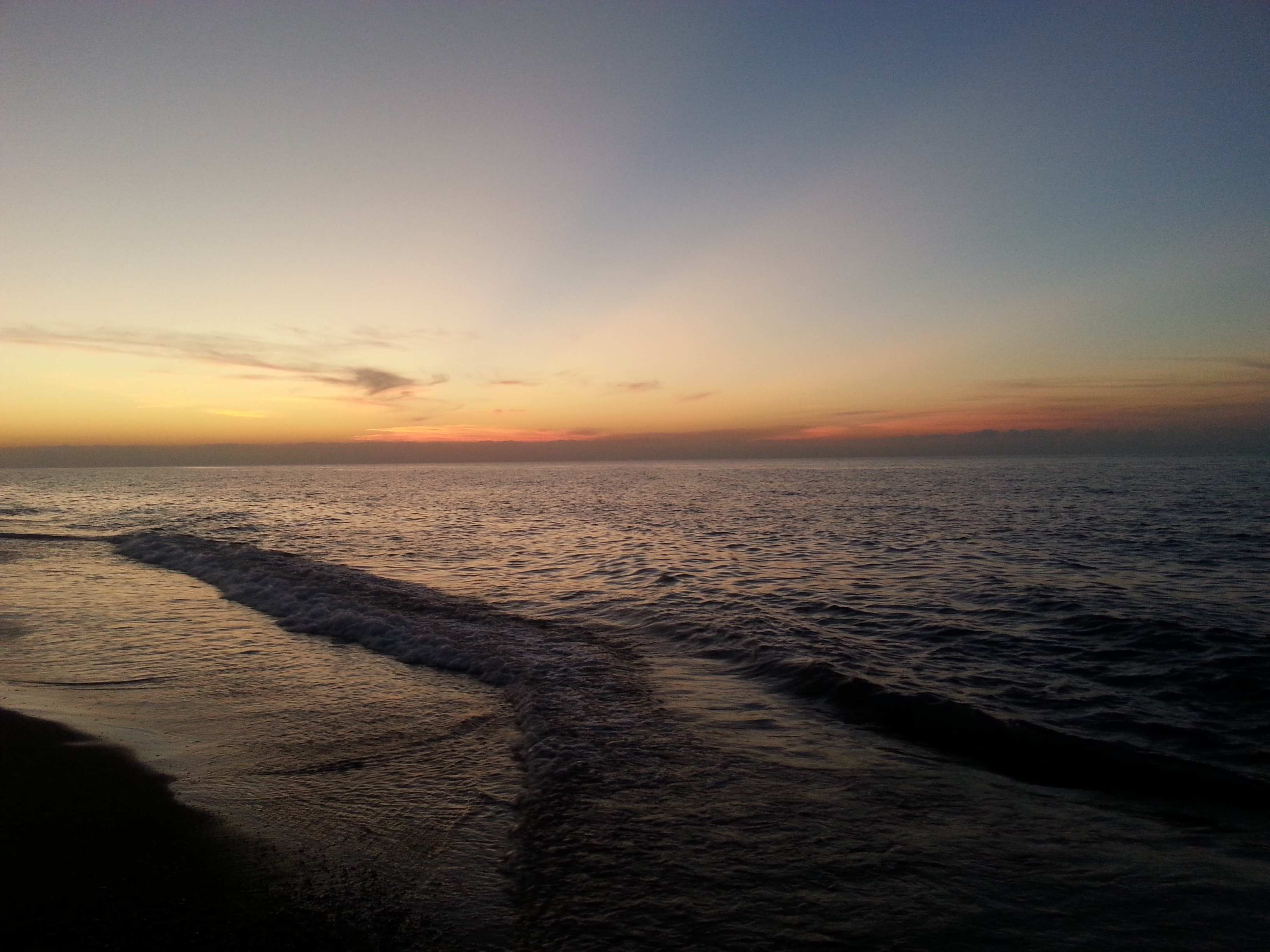
غروب الشمس قرب ميناء دلس
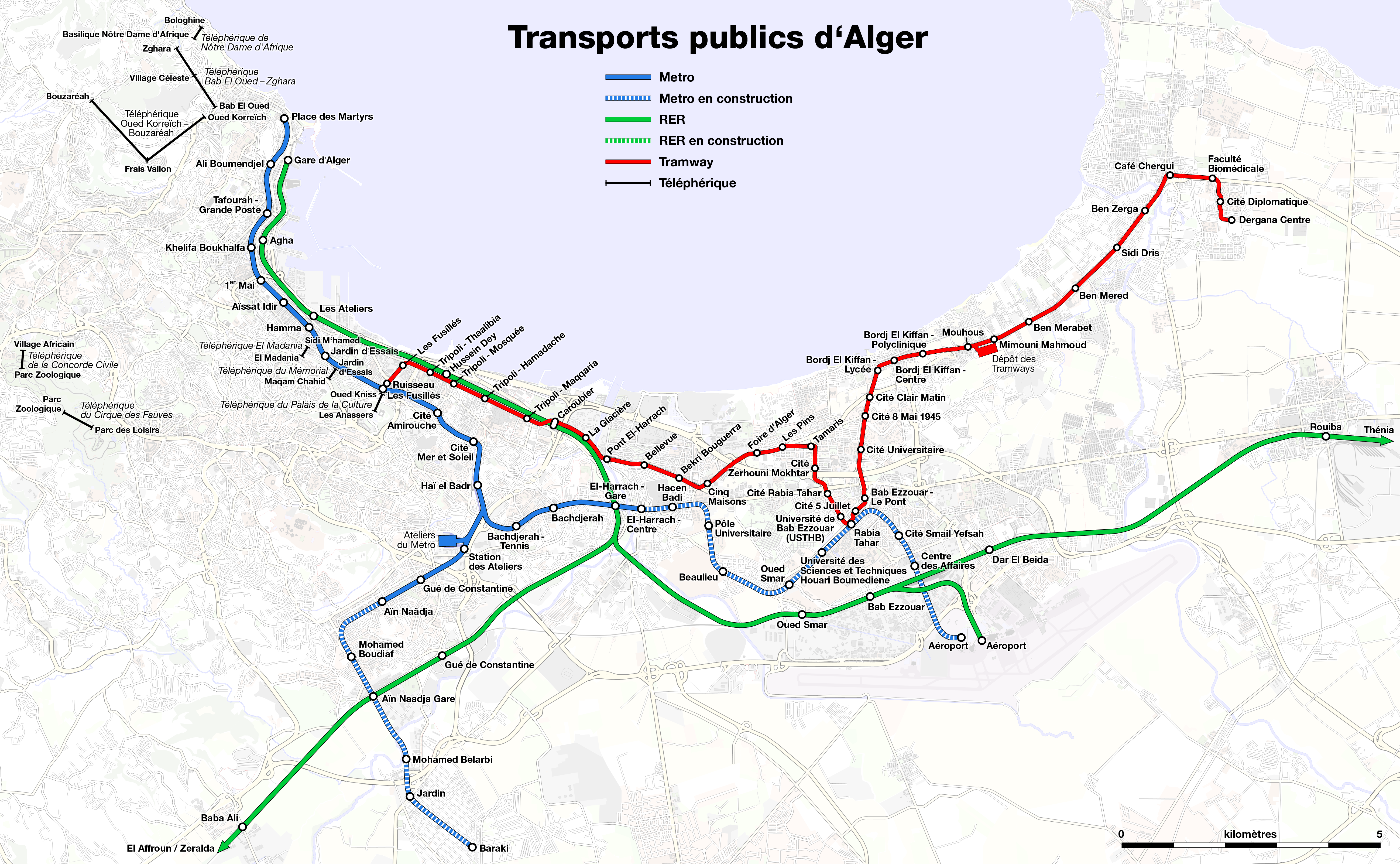
مترو الجزائر وترامواي الجزائر العاصمة
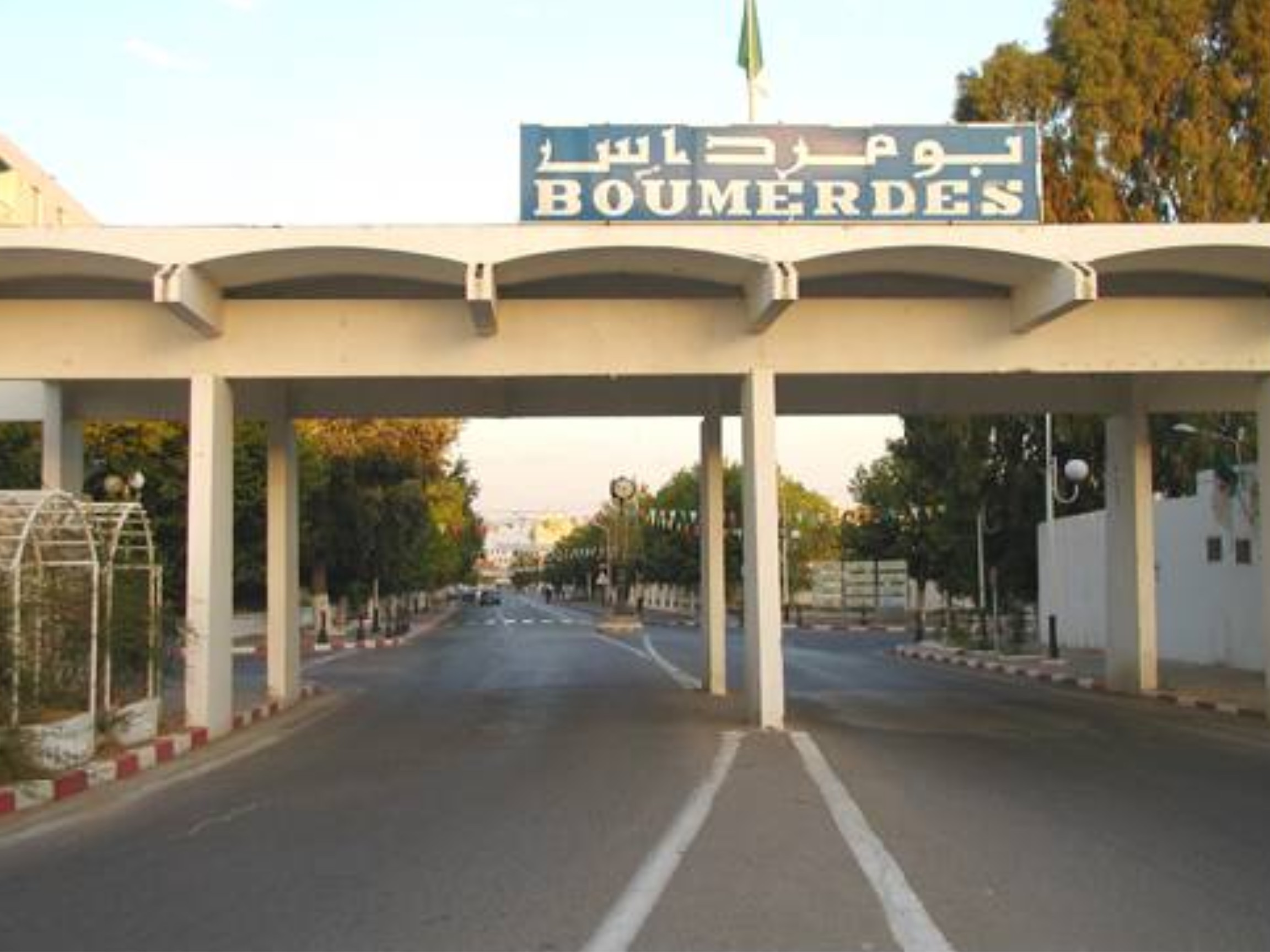
النقل في ولاية بومرداس
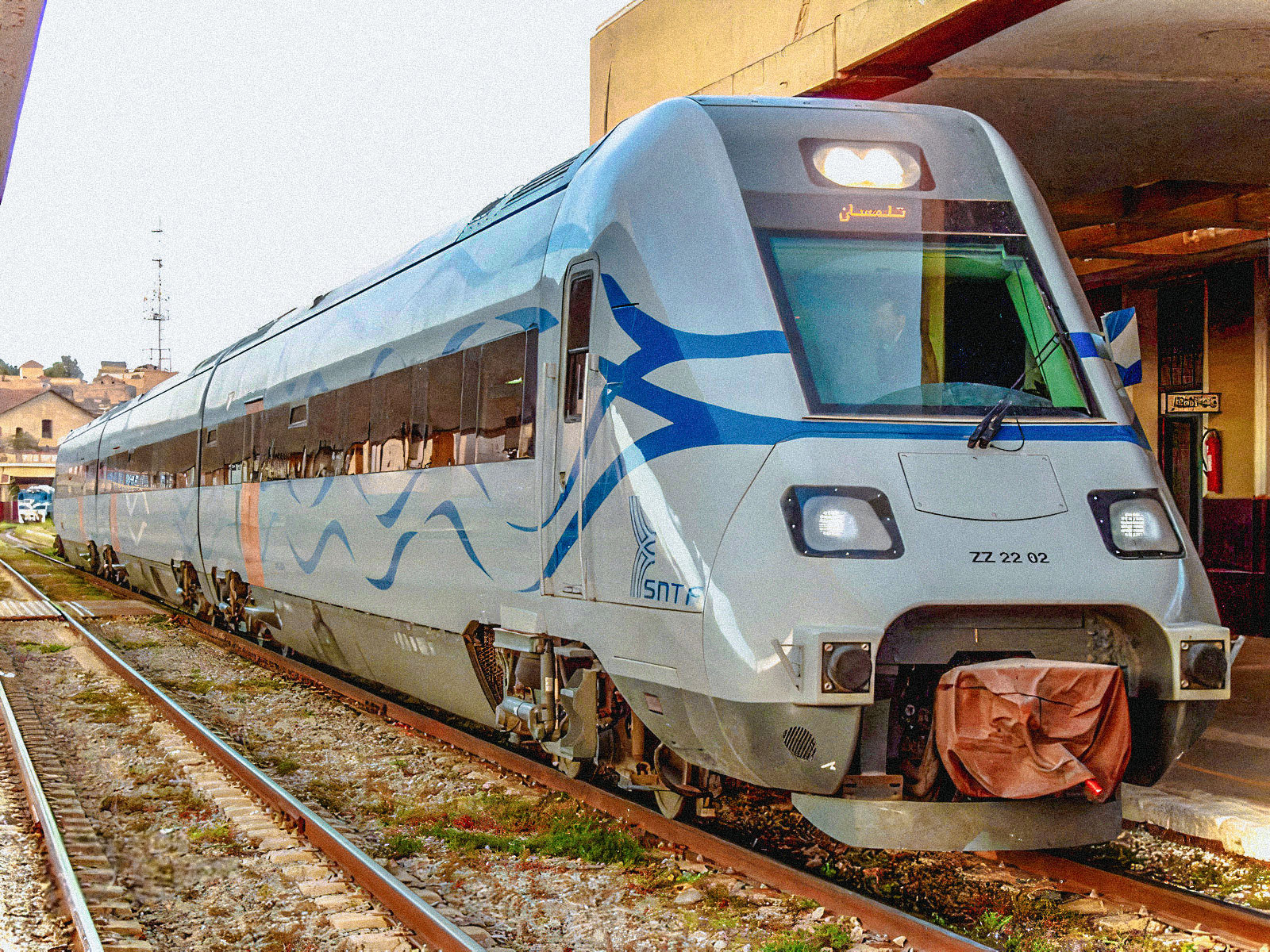
الشركة الوطنية للنقل بالسكك الحديدية
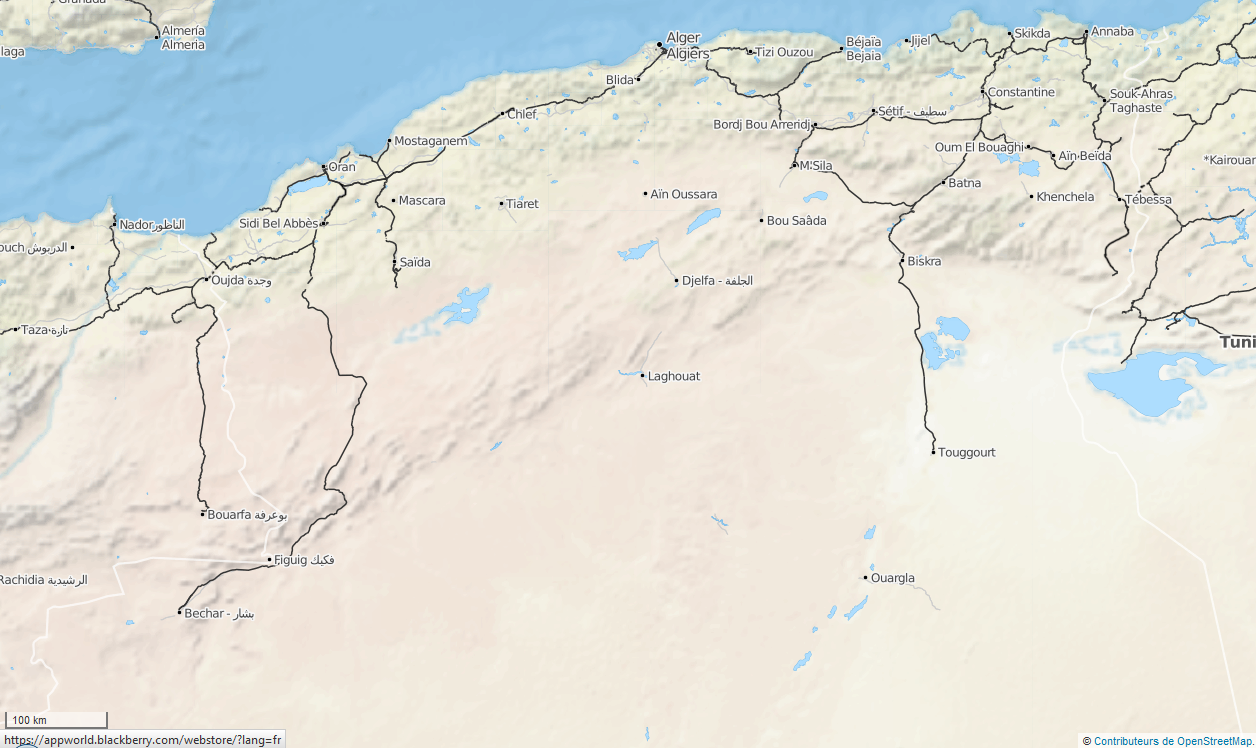
النقل بالسكة الحديدية في الجزائر

### مواضيع ذات صلة
- وزارة النقل الجزائرية
- الشركة الوطنية للنقل بالسكك الحديدية
- النقل في الجزائر
- محطات السكك الحديدية في الجزائر
- النقل بالسكة الحديدية في الجزائر
- تاريخ السكك الحديدية الجزائرية
- قائمة خطوط السكة الحديدية في الجزائر
- الوكالة الوطنية لدراسة ومتابعة إنجاز الاستثمارات في السكك الحديدية
- قائمة محطات القطار في الجزائر
- شركة السكك الحديدية للشرق الجزائري [الفرنسية]
- خط سكة حديد من الجزائر إلى سكيكدة
- خط سكة حديد من بني منصور إلى بجاية [الفرنسية]
- الطريق الوطني رقم 12
- الطريق الوطني رقم 24

### فيديوهات
- تهيئة ميناء دلس على يوتيوب
- ميناء زموري وميناء دلس على يوتيوب
- الصيد في ميناء دلس على يوتيوب
- تنظيف ميناء دلس على يوتيوب
- عودة قوارب الصيد في ميناء دلس على يوتيوب
- ميناء دلس القديم على يوتيوب
- ميناء دلس القديم على يوتيوب

### وصلات خارجية
- الموقع الرسمي للشركة الوطنية للنقل بالسكك الحديدية